# Йоганнес Фрідріх
Йога́ннес Фрі́дріх (нім. Johannes Friedrich; 27 серпня 1893, Лейпциг — 12 серпня 1972, Берлін) — німецький філолог, граматолог, досліджував давні мови Малої Азії та Близького Сходу (аккадську, хетську тощо). Автор таких праць: «Елементарний підручник хетської мови» (Hethitisches Elementarbuch, 1940), «Короткий хетський словник» (Kurzgefasstes Hethitisches Wörterbuch, 1966). Йоганнес Фрідріх відомий і як граматолог. Досліджував історію письма, дешифро́вував давні писемності. Він, зокрема, зробив вагомий внесок у дешифрування урартського клинопису.